# ملک‌آباد (مهرستان)
ملک‌آباد، روستایی در دهستان آشار بخش آشار شهرستان مهرستان در استان سیستان و بلوچستان ایران است.

## جمعیت
بر پایه سرشماری عمومی نفوس و مسکن در سال ۱۳۹۵، جمعیت این روستا برابر با ۲۱۹ نفر (۵۷ خانوار) بوده‌است.